# Protestantyzm w Albanii
Protestantyzm jest jednym z pięciu oficjalnie uznanych wyznań w Albanii. Według Międzynarodowego Raportu Wolności Religijnej z 2007 r. odnotowano działalność 189 różnych stowarzyszeń i grup protestanckich. W przeciwieństwie do innych oficjalnych religii w Albanii, protestanci nie są zorganizowani w ramach hierarchii, ale działają autonomicznie w niezależnych kościołach. Większość grup protestanckich są członkami Ewangelickiego Bractwa w Albanii (VUSH) – organizacji zrzeszającej protestantów. Protestantyzm w Albanii bierze swoje początki w drugiej połowie XIX wieku.

## Statystyki
Według badań przeprowadzonych przez Pew Research Center w 2010 protestanci stanowią 0,3% z 3,2 milionowej ludności, co stanowi prawie 10 000 wiernych.
Ważniejsze kościoły protestanckie w Albanii w 2010 roku według książki Patricka Johnstona i Jasona Mandryka pt. Operation World:
| Kościoły                              | Liczba wiernych | Procent ludności |
| Grupy charyzmatyczne/zielonoświątkowe | 3200            | 0,1%             |
| Kościół Poczwórnej Ewangelii          | 2100            | 0,07%            |
| Kościół „Słowo Życia”                 | 2000            | 0,06%            |
| Zbory Boże                            | 1550            | 0,05%            |
| Grupy Chrześcijańskie (EHC)           | 1350            | 0,04%            |
| Kościoły baptystyczne                 | 1000            | 0,03%            |
| Bracia plymuccy                       | 700             | 0,02%            |
| Zjednoczony Kościół Metodystyczny     | 192             | 0,007%           |